# Schlosstheater Neuwied

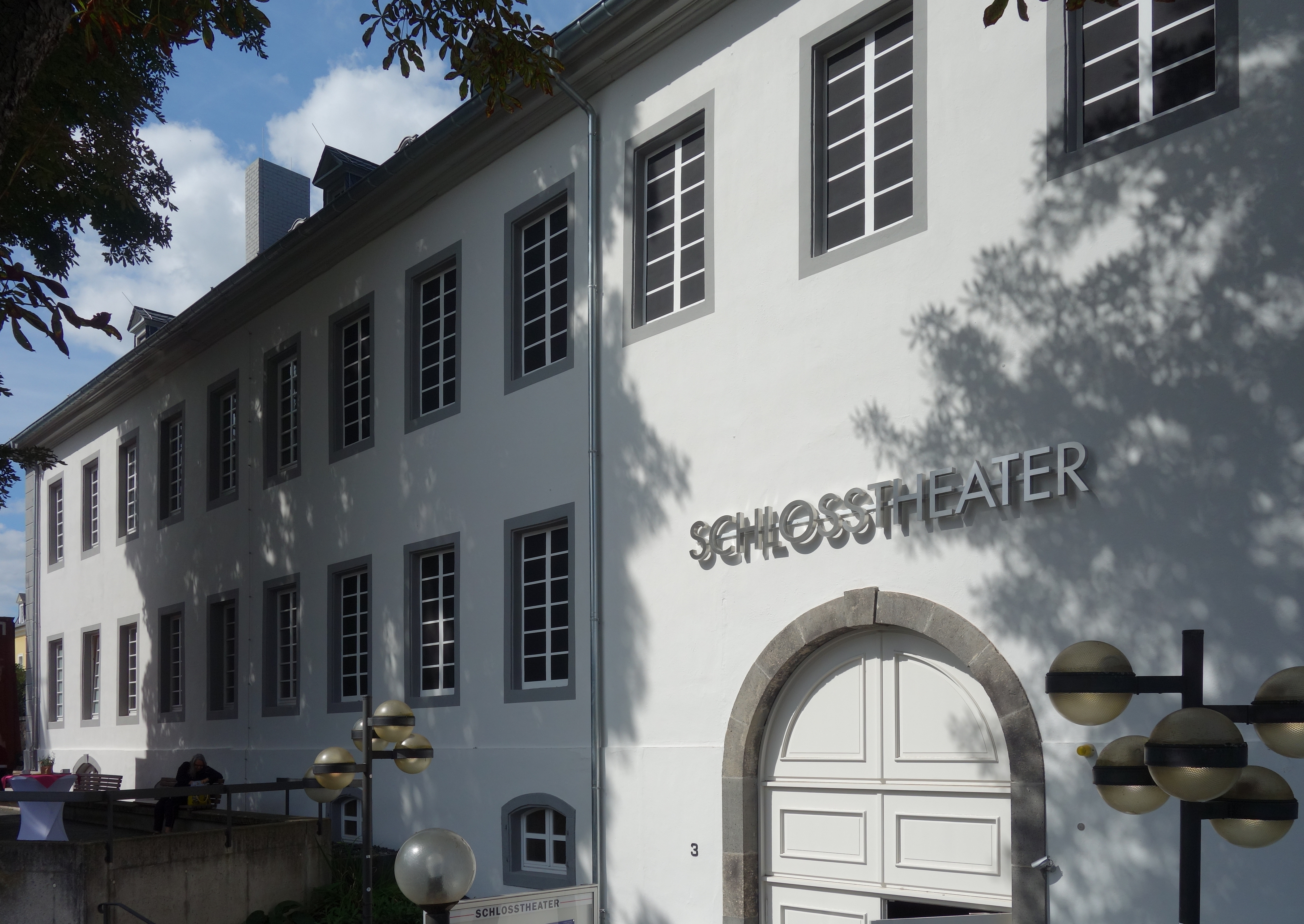
Schlosstheater Neuwied

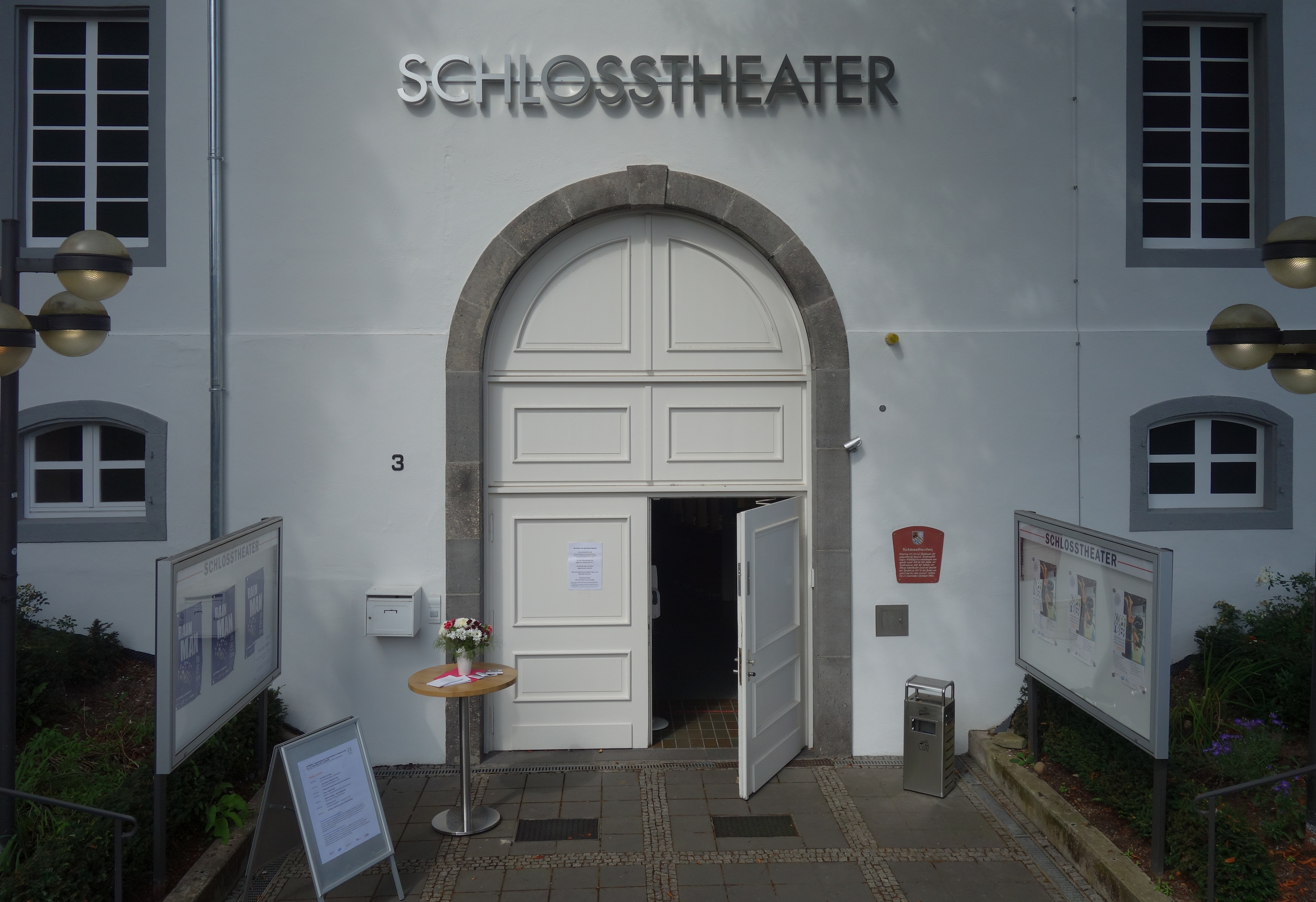
Eingangsportal

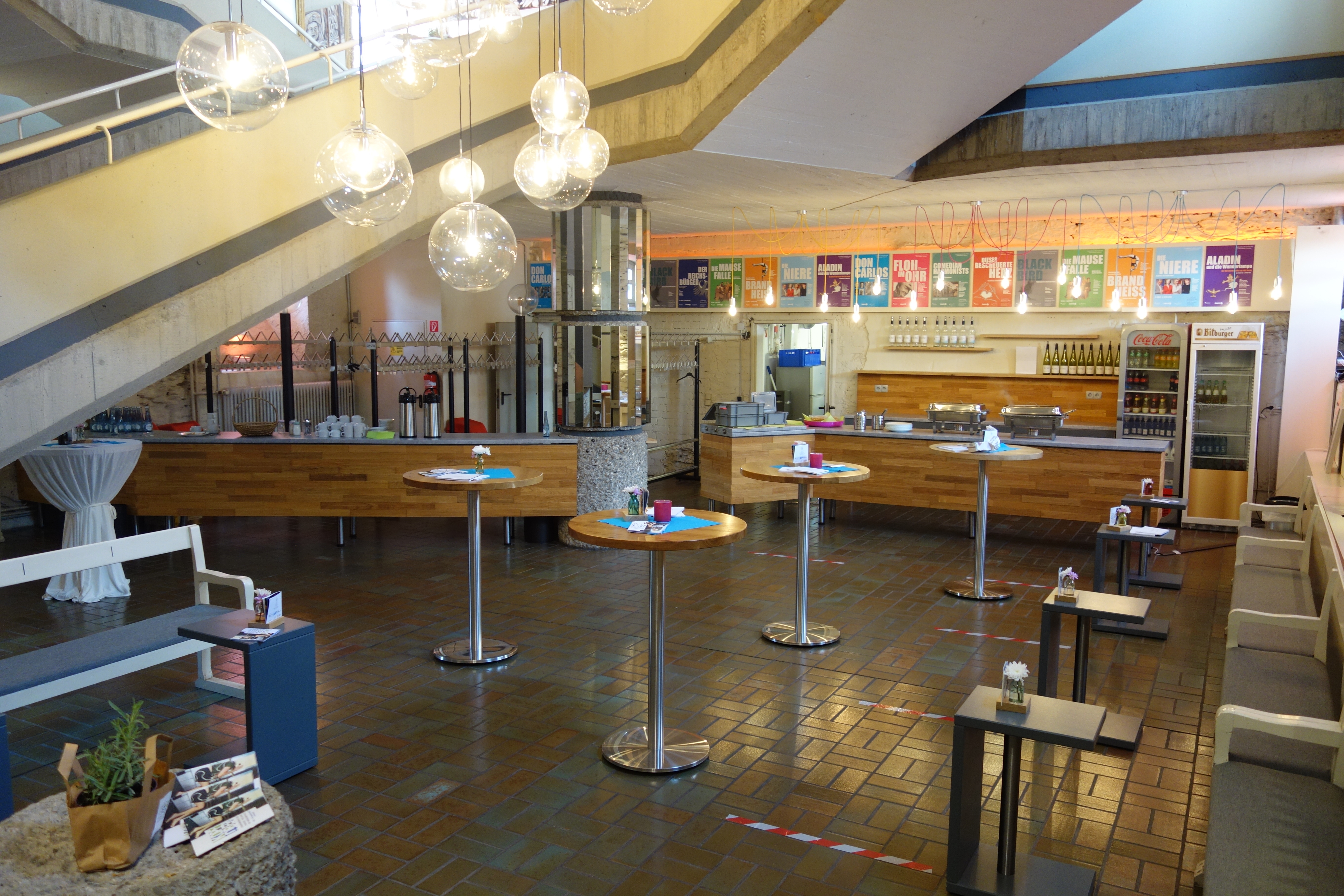
Foyer mit Gastronomie

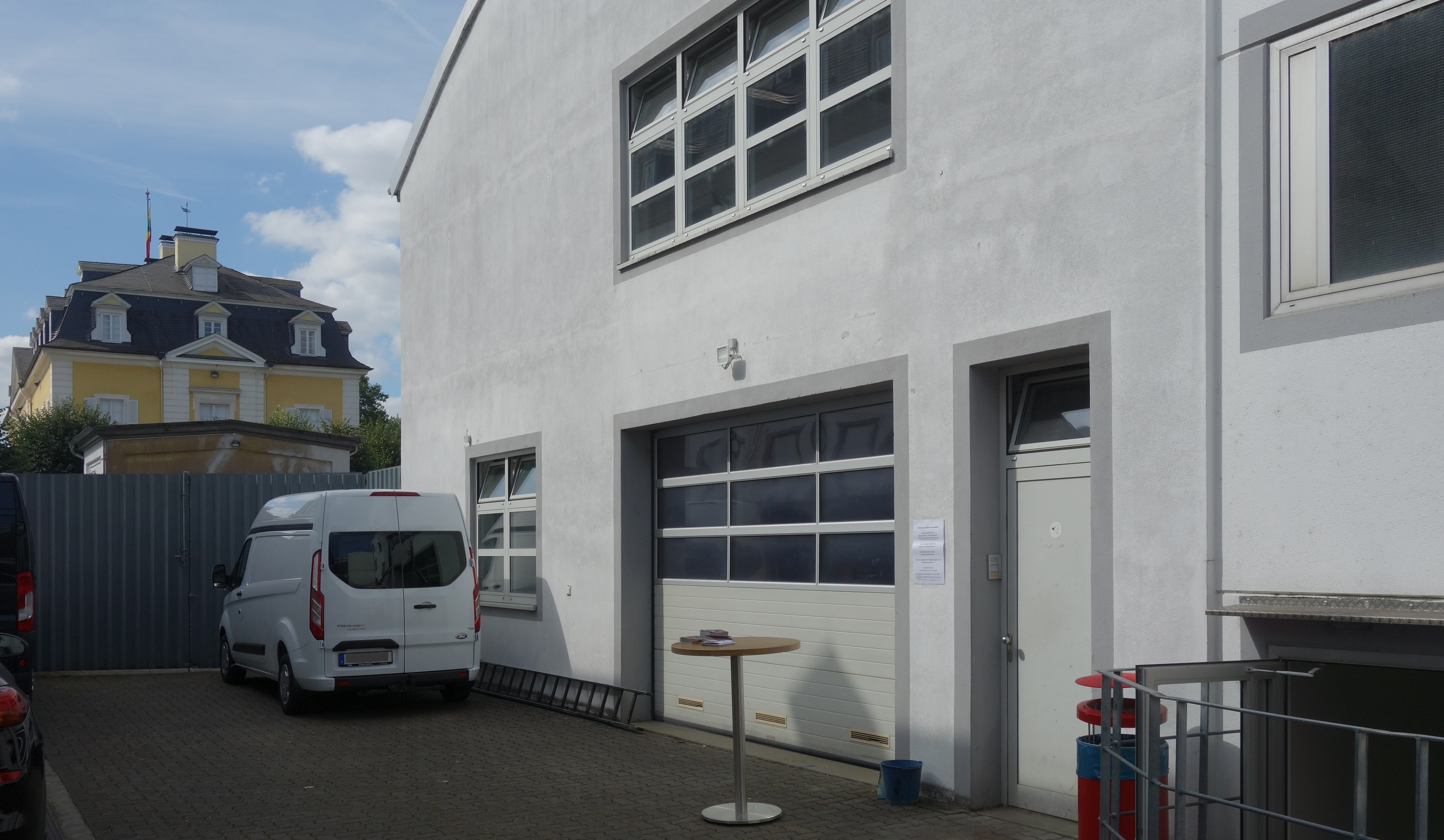
Werkstätten

Das Schlosstheater Neuwied befindet sich in einem Nebengebäude des Neuwieder Schlosses und ist seit 1978 Hauptsitz der Landesbühne Rheinland-Pfalz.

## Geschichte
Am Marktplatz in Neuwied entstand 1777 ein Komödienhaus. Es war ein Vorgängerbau des heutigen Schlosstheaters und wurde mit Genehmigung und Unterstützung des damaligen Reichsgrafen zu Wied erbaut. Später erhielt es den Namen Neuwieder Nationaltheater mit der Zusatzbezeichnung Rheinisches Hoftheater.
Als Unterkunft der Prinzen, die nicht in der Erbfolge standen, erhielt Schloss Neuwied im Jahre 1799 ein Nebengebäude mit einem 1840 gegründeten privaten Theater, welches 1859 zu einem öffentlichen Residenztheater, dem heutigen Schlosstheater, umgebaut wurde.
In den Jahren 1977 und 1978 wurde auf Initiative der Stiftung Schlosstheater mit Spenden und Zuschüssen das Gebäude umfassend renoviert und das Theater neu gebaut.
2004 entstand in unmittelbarer Nähe zum Schlosstheater ein Werkstatt-Neubau mit Kostümwerkstatt und Fundus, den die Stiftung Schlosstheater errichten ließ.
Heute befinden sich im Schlosstheater die Spielstätte sowie die Produktionsstätte und die Theaterwerkstätten der Landesbühne Rheinland-Pfalz.